# Visible Multi-Object Spectrograph
Le Visible Multi-Object Spectrograph (VIMOS) est un spectro-imageur fonctionnant dans les longueurs d’onde visibles (de 360 à 1000 nm exactement). C’est à la fois un imageur grand-champ et un spectrographe multi-objets. Il était installé au foyer Nasmyth B de Melipal, le troisième télescope du VLT de l’ESO . Il a été décommissionné fin mars 2018.
Le faisceau lumineux arrivant du télescope est séparé en 4 faisceaux distincts (on parle de quadrants), et chaque faisceau suit un chemin optique propre dans l’instrument. Chaque branche est équipée de 6 grismes fournissant une plage de résolution spectrale de ~200-2500 et d'un CCD EEV 4k x 2k. Cela permet une grande souplesse d’utilisation.
Il existe 3 modes d’utilisation de cet instrument :
1. le mode imagerie permet d’obtenir des images grand champ (7'×8') dans chaque quadrant avec une taille de pixel de 0,205" et un écartement des quadrants d'environ 2',
2. le mode spectroscopie multi-objets permet grâce à l’utilisation de masques d’obtenir un grand nombre de spectres dans chaque quadrant (jusqu’à 750 spectres simultanés par quadrant, soit près de 3000 spectres qu’il est possible d’obtenir en une seule pose),
3. le mode IFU permet, grâce à l’utilisation d’une grille de 6400 microlentilles, couplées à autant de fibres optiques d’obtenir une couverture spectroscopique complète du champ de vue du télescope. La résolution peut être modifiée de 0,67" par fibre à 0,33" par fibre et l'IFU peut couvrir un champ compris entre 13"x 13" et 54"x54" selon la résolution spectrale et l'amplification spatiale.